# Savoy Truffle
A Savoy Truffle egy dal, amely a The Beatles együttes 1968-as az azonos nevet viselő albumán jelent meg. A dal szerzője George Harrison. Azonban a szám középső részében ("You know that what you eat what you are") az együttes sajtófőnöke, Derek Taylor is besegített.
A dal alapötletét Harrison barátjának, Eric Claptonnál tett egyik látogatása adta, amikor is meglátta, hogy barátja mennyi fajta csokit vásárol össze. Így a dal a Mackintosh's cég Good News csokoládéinak "reklámja" a Beatles számára. A dalban a szerző különböző édességfajtákat sorol fel, amik egy csokisdoboz tetején voltak írva. A 11 fajta édességből 8 pontosan fel van sorolva, de kettőt a könnyeb énekelhetőség miatt át kellett írni (így lett a cherry cup-ból cherry cream és a coconut and caramel helyett coconut fudge). Említésre kerül az együttes egy korábbi (ugyanezen az albumon megtalálható) dala, az Ob-La-Di, Ob-La-Da, amit George Harrison is utált.
A dalt 1968. október 3-án rögzítette az együttes a Trident Studios-ban. A dal szerzője a megduplázott ének mellett kezeli a két elektromos gitárt is, hiszen John Lennon nem tartózkodott a studióban, a Paul McCartney-val pedig a fagyos viszonya miatt nem engedte át a lehetőséget társának. Lennon helyére Chris Thomas került, aki a felvételen elektromos zongorán és orgonán játszott.  A többi felvételi napon (október 5., 11. és 14.) került rögzítésre a fúvóskíséret, amelyet George Martin helyett Chris Thomas hangszerelt. A hat szaxofonos később az elégedetlenségét fejezte ki a felvételek miatt, mert Harrison a keverések alatt eltorzította a hangjukat. Ken Scott hangmérnök később elismerte, hogy Harrison kérésére volt kénytelen elbarmolni a keverést.
A dalt később Ella Fitzgerald valamint a Phish együttes is feldolgozta.

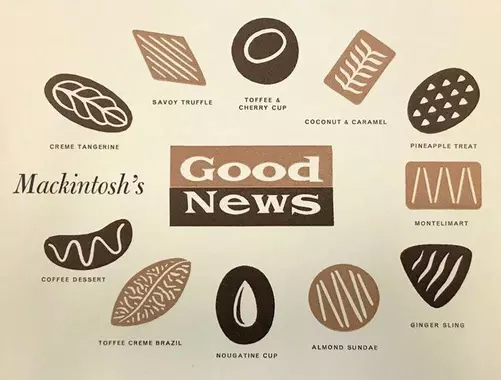
A Mackintosh's cég Good News csokoládé válogatásának egyik doboza. A csokoládéfajták említve vannak a dalban.

## Közreműködött
Ian MacDonald szerint:

### The Beatles
- George Harrison – duplázott ének, szólógitár
- Paul McCartney – basszusgitár
- Ringo Starr – dob, csörgődob

### További előadók
- Chris Thomas – orgona, elektromos zongora
- Art Ellefson, Danny Moss, Derek Colins – tenorszaxofon
- Ronnie Ross, Harry Klein, Bernard George – baritonszaxofon